# 科穆宁王朝
拜占庭帝国是历史学家用于描述中世纪时期主体民族为希腊人、主要语言为希腊语、定都于君士坦丁堡的东部罗马帝国，在古典时代晚期西罗马帝国灭亡之后，帝国的东部一直存在直到1453年被奥斯曼土耳其人灭亡。
在拜占庭的历史中，1081年至1185年这段帝国在科穆宁家族统治下时期被称作科穆宁王朝。此期间先后5位科穆宁皇帝总共统治帝国104年，努力支撑着帝国，并复兴了帝国的军事、经济与政治地位，尽管在一些方面最终并未完全恢复到4-6世纪时期甚至是马其顿王朝的地位，他们的成就被称为“科穆宁中兴”。
处于科穆宁王朝的拜占庭帝国的兴衰对圣地的十字军国家的历史有着关键作用，阿莱克修斯一世向西方求援的外交行动在十字军东征的发动上起了关键的直接作用，而约翰二世和曼努埃尔一世则对十字军国家有着重大的直接政治、经济上的影响。
此外，同时科穆宁王朝时期的帝国也对近东的其它地区、地中海世界、东欧甚至西欧施加了大量其它影响。在科穆宁王朝期间，以拜占庭为代表的东部基督教世界与包括十字军国家的“拉丁”西部基督教世界的交流达到了自西罗马帝国灭亡以来史无前例的高峰阶段。威尼斯共和国与其它的意大利商业共和国的商人大量定居于帝国境内，仅在君士坦丁堡就有约60000至80000拉丁人，与他们伴随的是曼努埃尔雇佣的大量拉丁雇佣兵。这些人实际上也反过来帮助拜占庭科学、艺术、文学与文化传播遍及了整个西欧。特别的是，拜占庭艺术在科穆宁王朝期间对西欧艺术及未来的发展的影响非常巨大、深远。
科穆宁王朝时期的帝国也对安纳托利亚的历史发展有着显著影响。通过收复安纳托利亚的大部分地区，帝国阻挡了突厥人向欧洲进军的步伐超过2个世纪。此时期的再征服行动也为后来的拜占庭继承国尼西亚帝国和特拉比松帝国提供了生存空间。与此同时，帝国在安纳托利亚修建的大量工事的部分仍持久地矗立在地平线上，今日仍然可以看到。

## 科穆宁王朝前的危机
随着基本收复巴尔干半岛、安条克并把领土扩张到亚美尼亚的马其顿王朝时期于1057年结束，拜占庭帝国经历了数十年的萧条与衰落，直到1081年阿莱克修斯一世登基后这一巨大的军事、经济衰落、政治局势恶化与领土不断缩小的时期最终结束，这段时期对帝国而言是一段充满内部冲突与外部困难的时期。

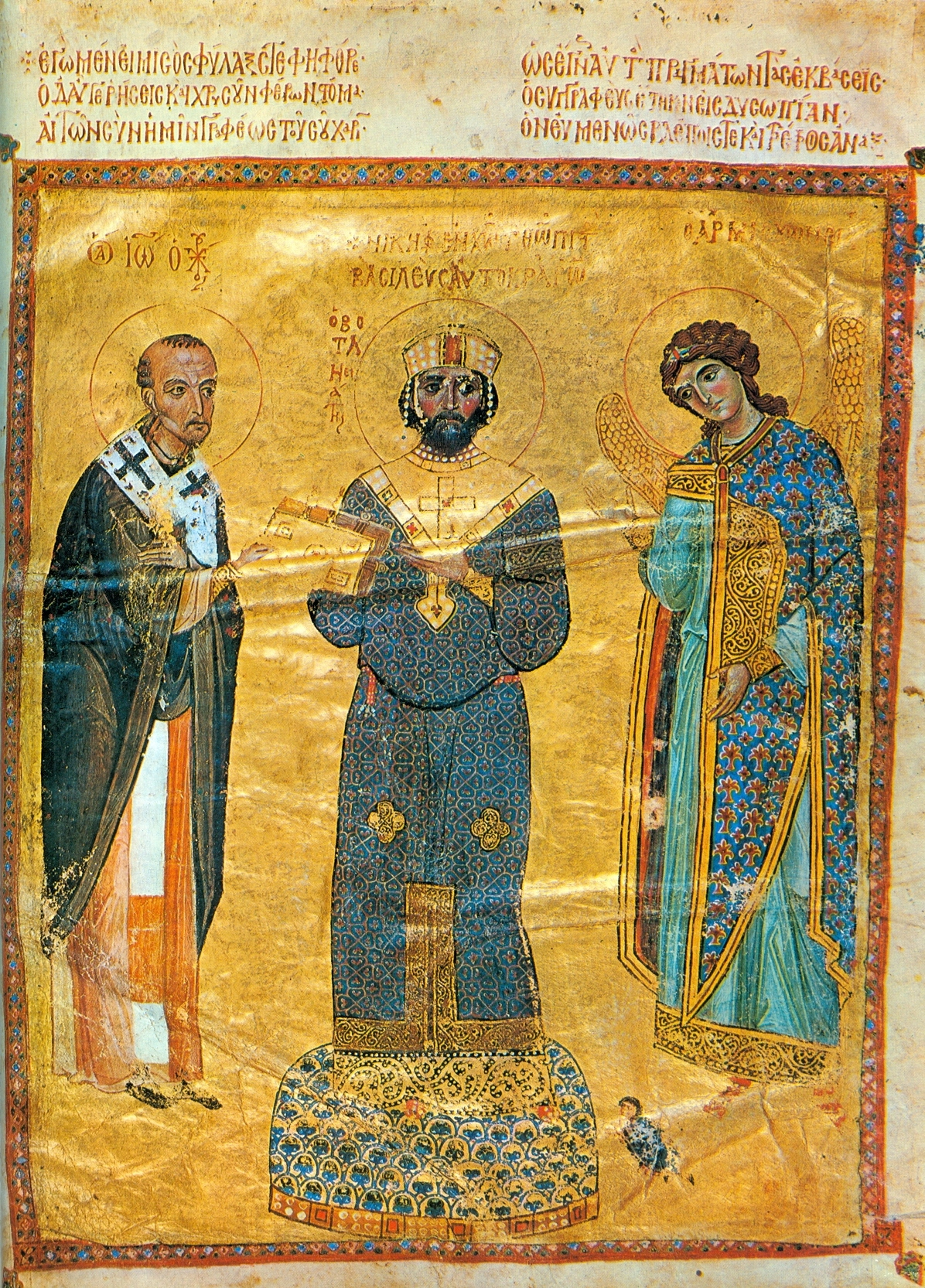
尼基弗鲁斯三世，1078年到1081年的拜占庭皇帝。

帝国面对的问题部分是由不同派系的军事贵族的影响力与权力不断增长所致，这逐渐削弱了帝国赖以维持军队的军区制从而削弱了帝国的军事体系。巴西尔二世于1025年去世之后，他们的矛盾逐渐激化。自狄奥多拉女皇于1056年去世后，皇位在不同派系的军事贵族之间相互转移，任何一派获得皇位后通过解散另一派控制的军区及军区下的大量军队以削弱对方，这导致了安纳托利亚各地地方军队大量减少并导致东部边境防御空虚；另一方面，先前一些皇帝如米海尔四世，致力于在增加君士坦丁堡的国库资金与黄金储量，这可能是为了雇佣雇佣兵以及其它经济用途，但这些资金被后来的皇帝大量用于以礼物的形式送出、举办奢侈的宫廷宴会以及皇帝家族成员的奢侈品消费，最终导致了帝国这一时期经济的彻底崩溃。
与此同时，未在军事贵族斗争中被解散的帝国军事力量的剩余部分也在衰退，这支军事力量大多由缺乏维护的设备装备的老人与几乎没有经过训练的新兵组成，他们甚至不能再起到一支军队可以发挥的作用。
另一个促成困难的原因是新的好斗的敌人在帝国边境的出现——西面是诺曼人，东面是突厥人。1040年，来自北欧的大部分没有土地因此以掠夺与做雇佣兵为生的诺曼人，开始攻击拜占庭在南意大利的领土。为了对付他们，1042年由乔治·马尼亚克将军率领的一支由征召兵和雇佣兵混合的帝国军队被送去南意大利。乔治与他的部队获得了一场惨烈的大胜，但在乔治能完全把诺曼人赶出帝国领土之前他就被召回了君士坦丁堡。乔治很快被他在南意大利征战期间他的一个仇敌在皇帝君士坦丁九世的默许下洗劫了他的房屋与财产并强奸他的妻子的事情激怒，他很快回到他的驻扎在南意大利的军队中并宣称皇位，随即便带领军队渡过了亚得里亚海向君士坦丁堡进军。然而乔治不久之后便中了一处致命伤，他不久便去世了。由于南意大利的拜占庭军队大部分都被乔治带去了巴尔干，诺曼人得以在1071年侵占帝国的全部南意大利领土并把帝国势力完全驱赶出意大利地区。
在这一严重的领土损失同时，这一时期对帝国而言最大的灾难正在安纳托利亚发生。尽管塞尔柱突厥在向西扩张过程中主要同统治埃及的法蒂玛王朝战斗，然而塞尔柱突厥人也劫掠并夺取了亚美尼亚和安纳托利亚东部部分地区，这里是帝国主要兵员来源地之一。在帝国军队经历军事贵族斗争、资金不足及数次内战而严重削弱后，皇帝罗曼努斯四世认识到振兴军队很有必要，因此，他在东方采取守势以等待帝国的军事力量恢复到足以打败塞尔柱突厥人。然而，1071年，罗曼努斯在试图收复失去的领土时在曼齐克特战役中被塞尔柱苏丹阿尔普·阿尔斯兰意外地击败，他本人也被俘虏。尽管阿尔斯兰的和平条件并不苛刻，但从长远来看拜占庭在这场战役的战败最终导致了灾难性的后果。
罗曼努斯被释放后，他发现在他战败被俘的这段时间内已经有许多密谋者拉起自己的力量试图夺取皇位。在两次战斗中被叛军打败后，罗曼努斯放弃皇位投降并在严酷拷打中被折磨致死。新的皇帝米海尔七世拒绝承认罗曼努斯与塞尔柱苏丹达成的和平协议。作为回应，1073年，大量突厥人及土库曼部落在塞尔柱苏丹的支持下越过没有防御的边境涌入安纳托利亚，而此时帝国完全对此无能为力，这些突厥人因此几乎没有遇到任何抵抗。使得局势更糟糕的是，帝国剩余部分的混乱仍在持续，仅剩的剩余资源仍然被挥霍在一系列灾难性的内战上。到1080年，大约78000平方千米（大约30000平方英里）的领土被塞尔柱突厥人夺取，帝国几乎失去了整个安纳托利亚。

## 阿莱克修斯一世统治早期的力挽狂澜

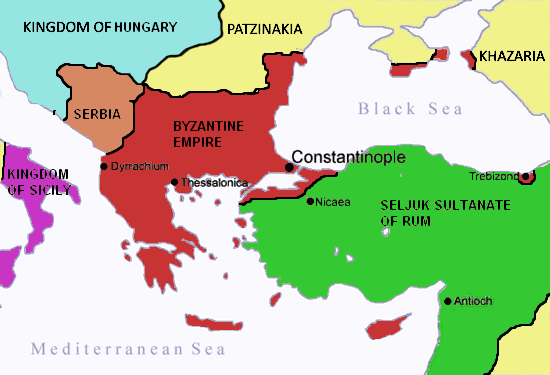
阿莱克修斯一世统治初期的拜占庭帝国，约1085年。

在科穆宁皇帝们的努力下，安纳托利亚及其它曼齐克特战役后失去的地区的大部分被成功收复，这是科穆宁中兴的一部分表现。第一个为这个光荣事业奋斗的皇帝是阿莱克修斯一世，他的女儿安娜·科穆宁娜在《阿莱克修斯传》中记载了他的大部分生平经历与执政生涯。
阿莱克修斯长达37年的统治生涯充满了困难。在阿莱克修斯1081年带领军队进入首都并废黜了躲进修道院的尼基弗鲁斯三世、成为皇帝时，拜占庭帝国在经历了由于曼齐克特战役的失败引发的长期内战后仍处于一片混乱、内外交困的状态。阿莱克修斯的统治一开始他就不得不面对罗伯特·吉斯卡尔和他的儿子博希蒙德领导的诺曼人这一难以对付的威胁，他们已经占领了帝国的都拉斯和科孚岛并正在围攻色萨利的拉里萨。阿莱克修斯亲自率领军队迎战诺曼人，但他在都拉斯战役中被诺曼人击败，他自己也受了伤。在此同时阿莱克修斯却成功促成神圣罗马帝国皇帝亨利四世进攻诺曼人的南意大利，这减轻了他的压力。最终罗伯特·吉斯卡尔于1085年去世而博希蒙德并没有继承其父的大部分领地而只成为塔兰托亲王，这使得诺曼人对帝国的威胁暂时结束。
然而，阿莱克修斯需要面对的问题才仅仅刚开始。阿莱克修斯迫切需要足够的资金支撑他的破碎的帝国以及实行他自己的战略计划，但此时帝国的经济完全处于崩溃之中。税收一片混乱从而不能正常地提供财政收入，此时通货膨胀也完全失去了控制，帝国的6种不同流通货币如统一帝国时期便在流通的苏勒德斯严重贬值，国库也几乎是空的。因此阿莱克修斯不得不无可奈何地动用正教会的财富为对抗诺曼人的战争提供资金，这导致了他被君士坦丁堡普世宗主教尤斯特拉提乌斯开除了教籍，于是阿莱克修斯在1084年把他废除并选择了尼古拉斯三世成为新的普世宗主教。

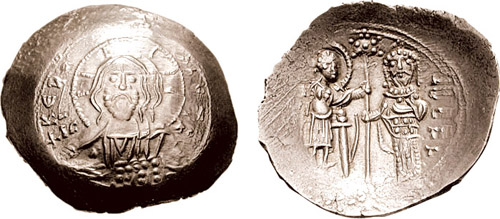
这个琥珀金黑斯塔迈纳货币是在阿莱克修斯对抗罗伯特·吉斯卡尔期间铸造的。帝国1071年后灾难性的经济状况导致了帝国发行的币值稳定数个世纪的几种货币大规模贬值。

1085年，自塞尔柱突厥人大量涌入安纳托利亚便与帝国其它领土失去陆上通道的安条克沦陷，阿莱克修斯对此完全无能为力。1087年，阿莱克修斯又面临新一轮针对帝国巴尔干领土的入侵，这次的入侵者是来自多瑙河北岸的一个突厥部落，大约有80000人的佩切涅格人。阿莱克修斯亲自率军穿越莫西亚反击佩切涅格人，但他没能击败敌人并在撤退时被佩切涅格人包围从而不得不支付一笔保护金换取停战。1090年佩切涅格人再度入侵，这次他们直接冲着君士坦丁堡所在的帝国核心地区——色雷斯进军。没有足够军队迎战佩切涅格人的情况下，阿莱克修斯出色地运用外交实现了看似不可能的胜利。通过与另一个多瑙河北岸的突厥部落库曼人结盟并施以金钱，阿莱克修斯再度亲自率军迎战措手不及的佩切涅格人，并于1091年4月29日在拉维尼欧战役彻底击败了他们。
随着帝国的巴尔干领土最终稳定下来，阿莱克修斯终于可以腾出手来去开始着手解决帝国严重的经济问题，并修复帝国在巴尔干的已经被连年战争破坏殆尽的传统防御工事。1092年阿莱克修斯下令开始铸造并发行新的海培伦货币及其它新货币以取代严重贬值的旧货币。新货币的发行恢复了帝国的经济信用并是帝国经济复苏的重要基础。为了重振军队，阿莱克修斯开始在地方推行普罗尼亚制以代替在军事贵族相互争斗中严重破坏的农兵制以支撑军区制，提拔起一批封建釆邑主并授予其一些地方军政权力。通过这一制度，帝国以极低的代价重建内战中被破坏殆尽的基层管理体系，并开始以此为基础建立一支新的军队。为了与此适应，阿莱克修斯把大部分军区最高长官——将军提升为公爵，并通过联姻与皇帝权力、权威与皇帝自身不断增长的产业、经济实力，把不同派系的军事贵族团结起来形成新的社会精英阶级。在与巴尔干的敌人战斗时，阿莱克修斯同时不断派遣小股部队袭击驻扎在沿海地区的塞尔柱突厥人的营帐，从而保全部分沿海地区，但这些小规模胜利未能阻止塞尔柱突厥人在横行于被他们占领的内陆地区。阿莱克修斯推行这些改革也是为了向占据着安纳托利亚大部分地区并在尼西亚建立了罗姆苏丹国的塞尔柱突厥人发动反攻做着必要准备。
然而尽管阿莱克修斯通过普罗尼亚制在一定程度上复兴了军队，对于收复安纳托利亚的失地的战略目标，他的军队数量仍然不足。先前在都拉斯与诺曼人战斗时，阿莱克修斯被诺曼骑士的战斗力所震惊，因此他派遣使者向西寻求援助。阿莱克修斯的使者在1095年的皮亚琴察会议之前面见了教宗乌尔班二世，使者以求助的姿态描述了东方基督徒正在异教徒的统治下遭遇的苦难，并传达了阿莱克修斯对东西教会大分裂的和解意图及对可能的东西教会重新合并的支持，这打动了教宗。于此同时乌尔班二世也在关注西欧的一些由于西欧社会不再遭受大规模入侵威胁而不断衰落的军事贵族与骑士阶层，他们为了生存不惜劫掠教会、农村与城市的财富从而不断地制造混乱。阿莱克修斯的求援给了乌尔班二世一个重新引导骑士阶层的军事力量以利于教会，并扩展教宗在整个基督教世界的权威、为天主教会在东方扩张的机会。

## 第一次十字军东征与统治后期

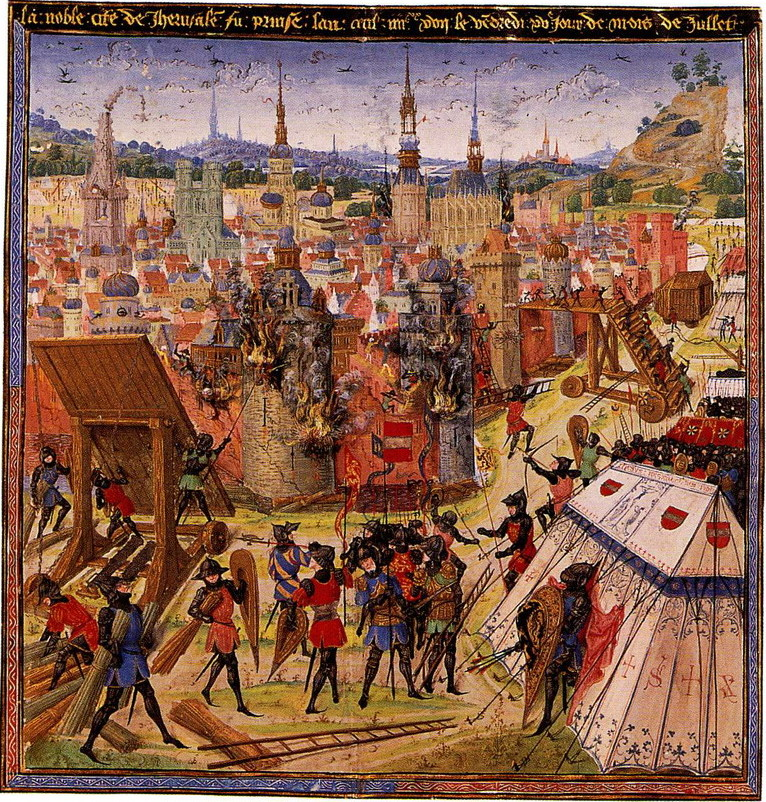
一个描绘第一次十字军东征期间十字军攻占耶路撒冷的中世纪手稿。

1095年11月27日，乌尔班二世在法国举行的克莱芒会议上号召发动十字军东征，在这次会议上数以千计的人赶来听教宗的演讲。乌尔班二世宣布发动一场圣战从“异教徒”穆斯林手中收复耶路撒冷与东方曾经属于基督教世界的土地，并敦促所有在场的人集结在十字旗下、拿起武器、号召其他基督徒一同加入，宣布赦免所有参与这一伟大事业的人。许多在场者随后便开始执行教宗的号召，并且教宗的演讲词迅速传遍了整个西部基督教世界。
然而这却令阿莱克修斯感到惊愕与尴尬，他所希望并预期的从西方获得的援助仅仅是一些雇佣兵，因此他完全对即将到来的部分无组织无纪律、难以对付的大量十字军毫无准备。很快，1096年4至5月，第一批由隱士彼得领导的“平民十字军”进入了拜占庭领土，这支十字军大多由农民和低阶骑士组成。由于在行军途中在巴尔干多地引起混乱，阿莱克修斯迅速把他们送到了安纳托利亚，并嘱咐他们停留在在安纳托利亚西北角的仍由帝国控制的沿海地区以等待后续十字军的到来，告诫他们不要与塞尔柱突厥人交战。然而，随着十字军内部发生冲突、修士彼得失去了领导权，这批难以控制的乌合之众没有听从阿莱克修斯的告诫，并掠夺行军路上经过的基督教城镇，不论这些城镇是由帝国掌控还是突厥人控制。当他们在1096年10月进军到当时的罗姆苏丹首都尼西亚附近时，他们便遭到了突厥军队的进攻并几乎被屠戮殆尽，前往亚洲的2万士兵最终仅有约3千人撤回了君士坦丁堡。

## 以下为原内容

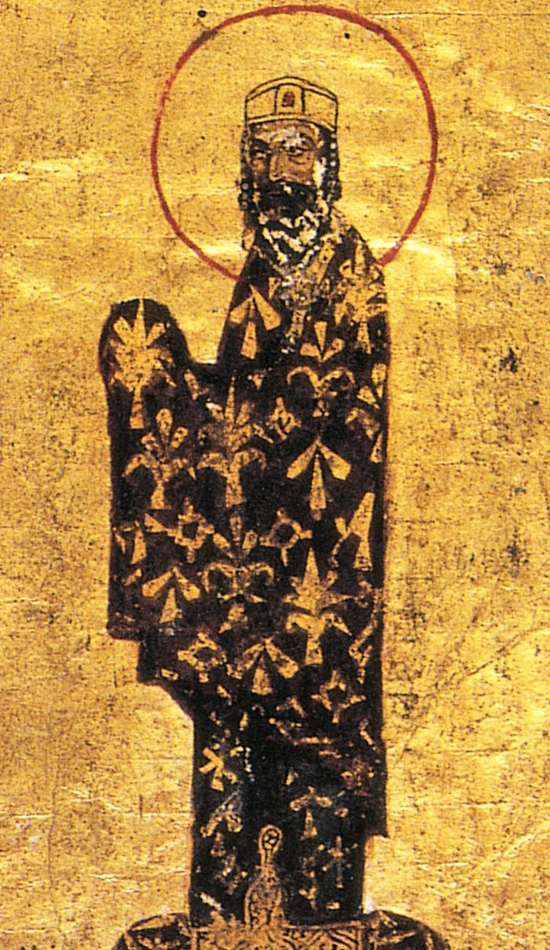
阿历克塞一世，科穆宁王朝最杰出的皇帝

科穆宁王朝（希腊语：Κομνηνοί）东罗马帝国历史上的一个重要王朝（1057年~1059年，1081年~1185年）。该王朝是东罗马帝国在马其顿王朝时代达到极盛之后的一个缓慢衰落阶段。该王朝的统治并不是连续的，中间被打断过一次。

### 简介
科穆宁家族起家于帕弗拉戈尼亚（今土耳其境内），属于典型的小亚细亚塞马州大地主家族。王朝的始祖伊萨克一世在1057年君士坦丁堡军队首领们发动的政变中被拥立为皇帝，取代了当时在位的图讨好行政官僚，因而激怒了军人的米海尔六世。但伊萨克·科穆宁的统治只维持了不到两年时间。由于企图抑制东正教会和官僚，伊萨克·科穆宁与君士坦丁堡牧首发生激烈冲突，结果被以米海尔·普塞尔乌斯为首的帝都贵族推翻。以君士坦丁·杜卡斯为代表的杜卡斯王朝取得了皇位，该家族对官僚阶层作出种种让步，使帝都贵族更加得势。杜卡斯王朝在1071年抵抗塞尔柱帝国的侵略时在曼齐克特一败涂地并丢失了几乎整个安纳托利亚，并被其将领尼基弗鲁斯·波塔尼亚特推翻。在这种混乱的政治斗争中，伊萨克一世的侄子阿莱克修斯·科穆宁扩大了势力，在1081年推翻了尼基弗鲁斯三世，重建了科穆宁王朝。
阿历克塞一世是科穆宁王朝的真正奠基人。在科穆宁王朝时期，东罗马帝国已不具有马其顿王朝时代的在亚洲和欧洲发动大规模军事进攻的能力，而必须依靠周边国家来保证安全。为了使帝国名义上的附庸国威尼斯共和国支持帝国对抗塞尔柱帝国和诺曼人的战争，阿历克塞一世被迫给予威尼斯以重大贸易特权，然而这样却损害了东罗马帝国的经济，也使帝国的海上霸权不复存在，地中海的制海权转移到了威尼斯共和国和热那亚共和国手中。由于诺曼人首领罗伯特·吉斯卡尔的去世，他们对希腊的进攻戛然而止，使科穆宁王朝在许多年里都摆脱了西方的威胁。但是，更大的威胁来自北面和东面的突厥人，即塞尔柱帝国及其分支罗姆苏丹国和佩切涅格人。1090年代，阿历克塞一世倾举国之力阻止了突厥人的西侵，使帝国在东部的防线暂时稳定了下来。阿历克塞一世曾幻想借助西欧的军事力量从突厥人手中收复亚洲领土，向教宗发出了援助呼吁，结果导致罗马教廷发动了十字军东征。在整个科穆宁王朝时代，皇帝们都不得不努力控制前往亚洲的十字军大军不对自己的领土造成损坏，以及他们在叙利亚和巴勒斯坦地区建立的一群西欧式小国，但这些国家只是有时臣服于拜占廷。
阿历克塞一世以后的科穆宁王朝诸帝也在尽力阻止帝国的衰落。约翰二世消灭了已经在突厥人内斗中衰落的佩切涅格人并为此设立了“佩切涅格节”，并收复了安纳托利亚西部及沿海地区的许多失地。曼努埃尔一世成功地削弱了亚洲的十字军国家和巴尔干半岛的塞尔维亚人，并试图进攻南意大利和埃及，但在试图消灭突厥人的罗姆苏丹国时遭到了挫败，1176年在密列奥塞法隆被打败，由于在稍後時間的門德雷斯河谷戰役全殲了二萬罗姆軍隊，得以暂时阻止突厥人向安纳托利亚西部的渗透。他的未成年的儿子阿莱克修斯二世则在登基3年后被堂叔安德洛尼卡·科穆宁篡位。1185年，以残暴的统治著称的安德洛尼卡一世被其将领伊萨克二世推翻，此人是阿历克塞一世的女儿狄奥多拉的后代，后者建立了安格洛斯王朝，科穆宁王朝在东罗马帝国的统治宣告结束。
阿历克塞一世求助于十字军的想法在1204年被证明是引狼入室。1204年4月13日的第四次十字军东征的君士坦丁堡之围，最终使安格洛斯王朝治下的东罗马帝国灭亡，此后从政治意义上来说东罗马帝国不复存在。帝国各豪族在亡国后纷纷建立了独立国家，其中科穆宁家族也在小亚细亚的特拉比松建立了特拉布宗帝国，位于希腊的伊庇鲁斯专制国也是科穆宁家族的一个分支建立的。但是，东罗马帝国的继承国中的最强大的尼西亚帝国并不是科穆宁家族建立的，尼西亚帝国最后恢复了拜占廷帝国。

### 文化
科穆宁王朝时期的东罗马帝国涌现了一批杰出的历史学家，其中最著名的是阿历克塞一世的女儿安娜·科穆宁娜。安娜·科穆宁娜的主要作品是《阿历克塞传》，这是研究阿历克塞一世统治时期东罗马帝国历史的头等史料。安娜·科穆宁娜的丈夫小尼基弗鲁斯·布林尼乌斯也写了一些重要的历史文献，但未能完成。其他著名的历史编撰者包括約翰·金納莫斯（曼努埃尔一世的私人秘书，他的作品深入记述了曼努埃尔的统治）和尼基塔斯·霍尼亚提斯（其《记事》以科穆宁王朝的皇帝阿莱克修斯一世1118年去世为开始，以1207年为结束，包含了1204年4月13日东罗马帝国首都君士坦丁堡被第四次十字军攻陷和屠杀的历史）。

### 科穆宁王朝的历代皇帝
- 伊萨克一世，1057年 - 1059年
- 阿歷克塞一世，1081年 - 1118年
- 约翰二世，1118年 - 1143年
- 曼努埃尔一世，1143年 - 1180年
- 阿歷克塞二世，1180年 - 1183年
- 安德洛尼卡一世，1183年 - 1185年

## 註腳
1. ↑  C. Foss & D. Winfield, Byzantine fortifications, an introduction
2. 1 2 3  Haldon, John, Byzantium at War: AD 600–1453.
3. 1 2 3 4  Norwich, John, A short history of Byzantium
4. 1 2 3  Haldon, John, The Byzantine Wars.
5. ↑  Kean, Roger, Forgotten Power — Byzantium — Bulwark of Christianity
6. ↑  Angold, Michael, The Byzantine Empire 1025–1204.
7. ↑  Finlay 1854, p. 111
8. ↑  Birkenmeier, J, The development of the Komnenian army, 1081–1180
9. 1 2 3  Harris, Jonathon, Byzantium and the Crusades

## 资料来源
- （南斯拉夫）乔治·奥斯特洛格尔斯基，《拜占廷帝国》，ISBN 7-225-02781-6，第6章
- Michael Angold, The Byzantine Empire 1025–1204, Longman, Harlow Essex (1984).
- J. Birkenmeier, The Development of the Komnenian Army, 1081–1180
- F. Chalandon, Les Comnènes Vol. I and II, Paris (1912; reprinted 1960 （法文）
- Anna Comnena, The Alexiad, trans. E. R. A Sewter, Penguin Classics (1969).
- Choniates, Niketas. . transl. by H. Magoulias. Detroit. 1984  [2018-01-24]. ISBN 0-8143-1764-2. （原始内容存档于2016-06-24）.
- John Haldon, The Byzantine Wars. Stroud: The History Press, 2008. ISBN 978-0752445656.
- John Haldon, Byzantium at War: AD 600–1453. Oxford: Osprey Publishing, 2002. ISBN 978-1841763606.
- John Kinnamos, The Deeds of John and Manuel Comnenus, trans. Charles M. Brand. Columbia University Press New York (1976).
- Angus Konstam, Historical Atlas of the Crusades
- Paul Magdalinoo, The Empire of Manuel Komnenos, 1143-1180
- George Ostrogorsky, History of the Byzantine State, New Brunswick: Rutgers University Press, 1969. ISBN 978-0813511986.